# Vizela
Vizela ist eine Stadt in Portugal. Bekannt ist Vizela für sein Heilbad mit den bis zu 65° warmen Thermalquellen.

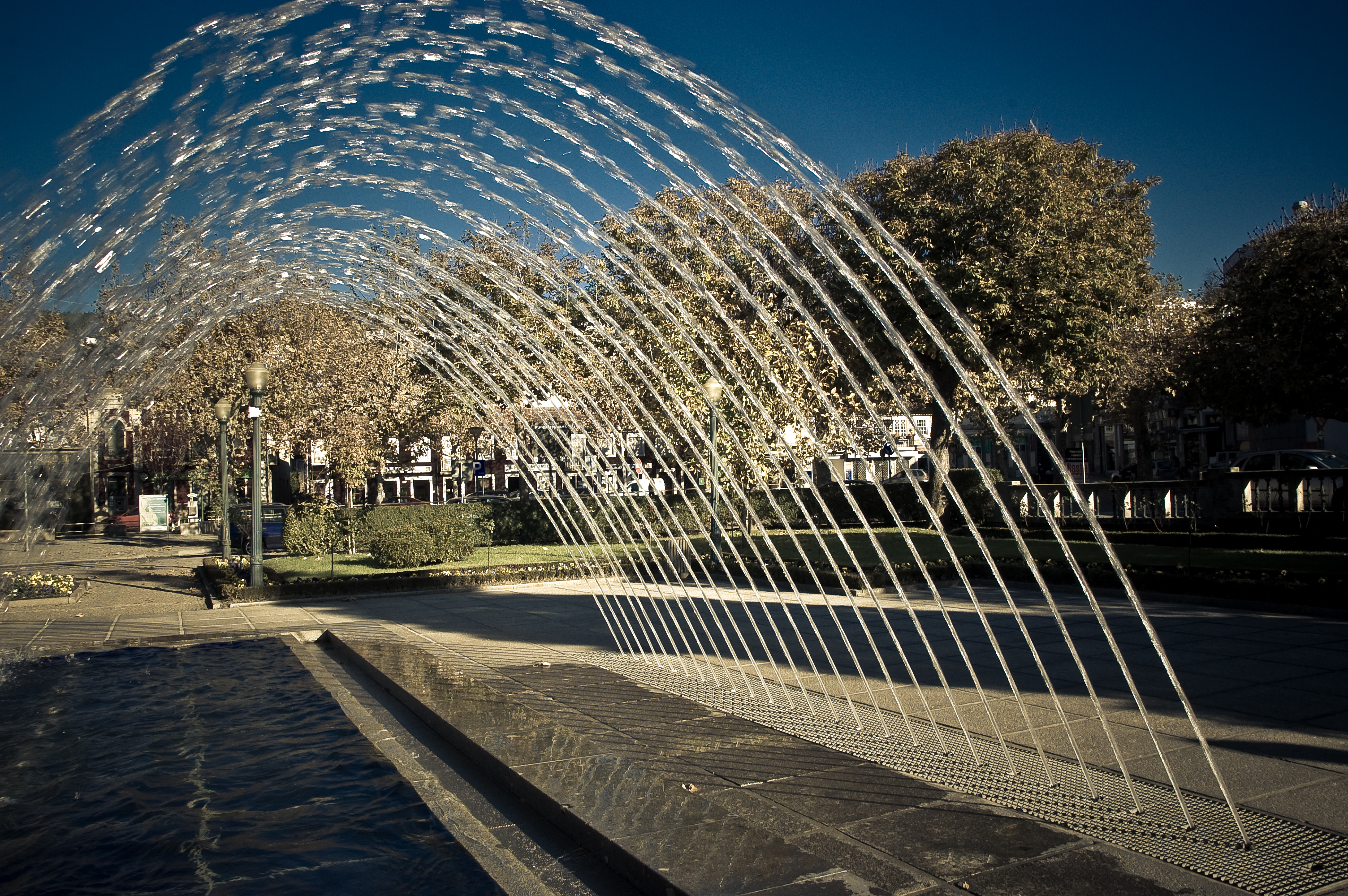
Im Stadtpark von Vizela

## Geschichte

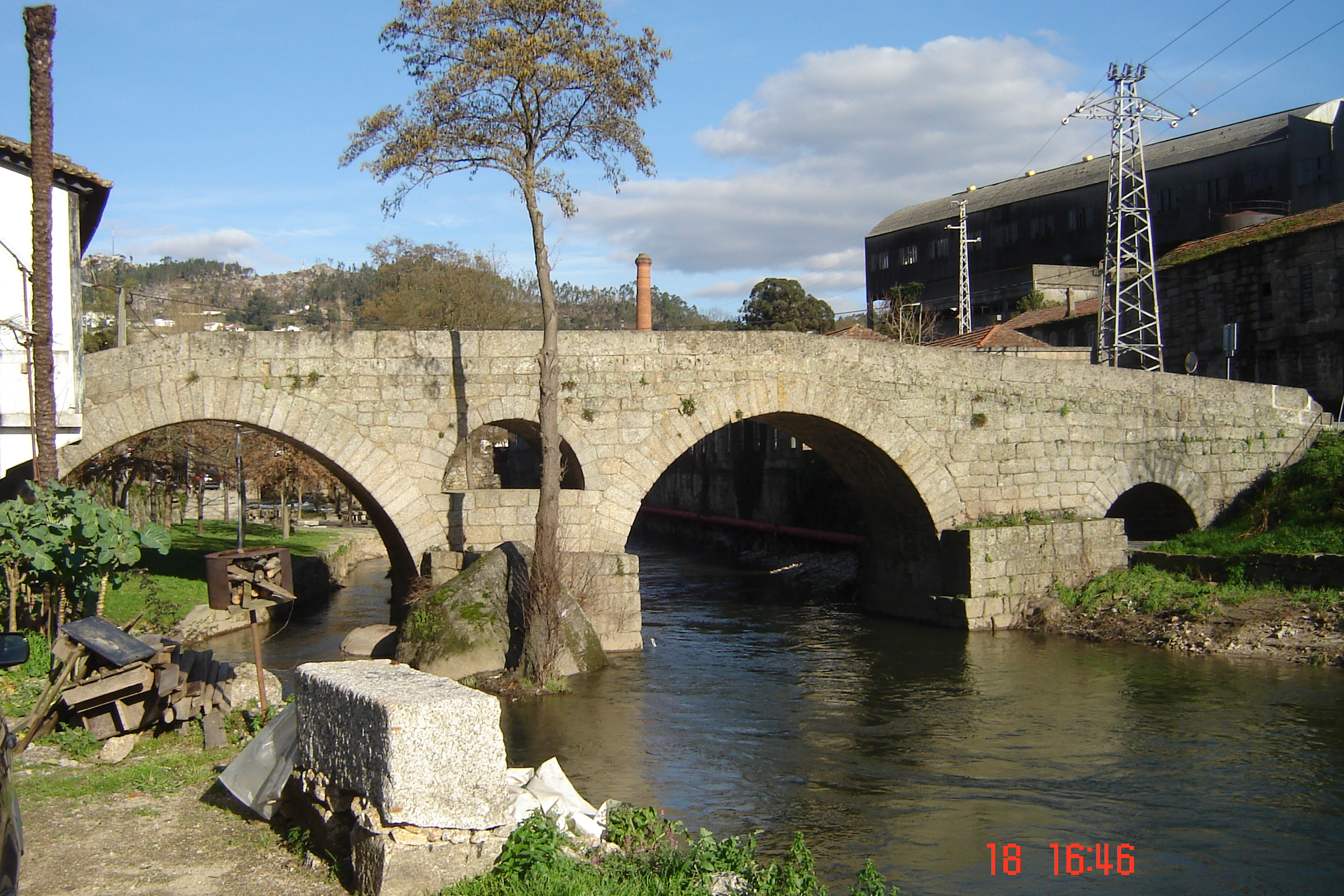
Römische Brücke

Die Römer nutzten seit dem 3. Jahrhundert v. Chr. die hier sprudelnden Thermalquellen. Eine Brücke ist aus der Zeit erhalten geblieben. Nach der Eroberung durch die Sueben im frühen 5. Jahrhundert n. Chr. wurde das Gebiet Teil des Westgotenreichs. Bei der Einrichtung der Bistümer und Gemeinden 607 war eine der neu eingerichteten Gemeinden Ocullis, später Caldas da Vizela (Thermalbäder Vizela) genannt.
1361 wurde Vizela als Riba Vizela Sitz eines eigenständigen Kreises. 1372 wurde in der Gemeinde Tagilde ein Bündnisvertrag zwischen England und Portugal unterzeichnet. Der Kreis von Caldas da Vizela wurde 1408 wieder aufgelöst.
Die Thermalquellen gerieten in den folgenden Jahrhunderten weitgehend in Vergessenheit, bevor sie im 18. Jahrhundert wiederentdeckt wurden. 1785 wurden mit einfachen Hüttenbauten in Lameira erstmals wieder Einrichtungen zur Nutzung der Thermalbäder geschaffen. Nach einigen verbesserten, jedoch weiter sehr einfachen Einrichtungen erlaubte ein königlicher Erlass dem Kreis im 19. Jahrhundert Bau und Betrieb regulärer Thermalbäder am Ort. Die seit 1870 errichteten Einrichtungen und das 1873 gegründete Bäder-Unternehmen Companhia dos Banhos de Vizela lösten seither eine bedeutende wirtschaftliche und städtebauliche Entwicklung aus.
1929 wurde Vizela zur Kleinstadt (Vila) erhoben. Die gewachsene Bevölkerung drängte in der Folge nach einer Wiedereinrichtung eines eigenständigen Kreises Vizela, doch auch die 1964 gegründete Bürgerinitiative MRCV (Movimento para a Restauração do Concelho de Vizela, dt.: Bewegung zur Wiederherstellung des Kreises Vizela) konnte die Behörden des Estado Novo-Regimes nicht überzeugen. Mit der Nelkenrevolution am 25. April 1974 kam das Versprechen einer Verwaltungsreform, jedoch scheiterten entsprechende Anträge bezüglich Vizela im Portugiesischen Parlament. Nach weiteren erfolglosen Vorstößen 1982 entschied dann am 19. März 1998 das Parlament die Erhebung Vizelas zur Stadt (Cidade) und die Schaffung des Kreises von Vizela, das von 6.000 angereisten Bewohnern Vizelas vor dem Parlamentsgebäude gefeiert wurde. Auch die Bürgerinitiative MRCV veranstaltete anlässlich der Erfüllung ihres Gründungsziels ein großes Fest in Vizela mit Feuerwerk.

## Verwaltung

### Der Kreis
Vizela ist Sitz eines gleichnamigen Kreises (Concelho) im Distrikt Braga. Am 19. April 2021 hatte der Kreis 23.896 Einwohner auf einer Fläche von 24,7 km².
Die Nachbarkreise sind (im Uhrzeigersinn im Norden beginnend): Guimarães, Felgueiras, Lousada sowie Santo Tirso.
Mit der Gebietsreform im September 2013 wurden mehrere Gemeinden zu neuen Gemeinden zusammengefasst, sodass sich die Zahl der Gemeinden von zuvor sieben auf fünf verringerte.
Die folgenden Gemeinden (Freguesias) liegen im Kreis Vizela:

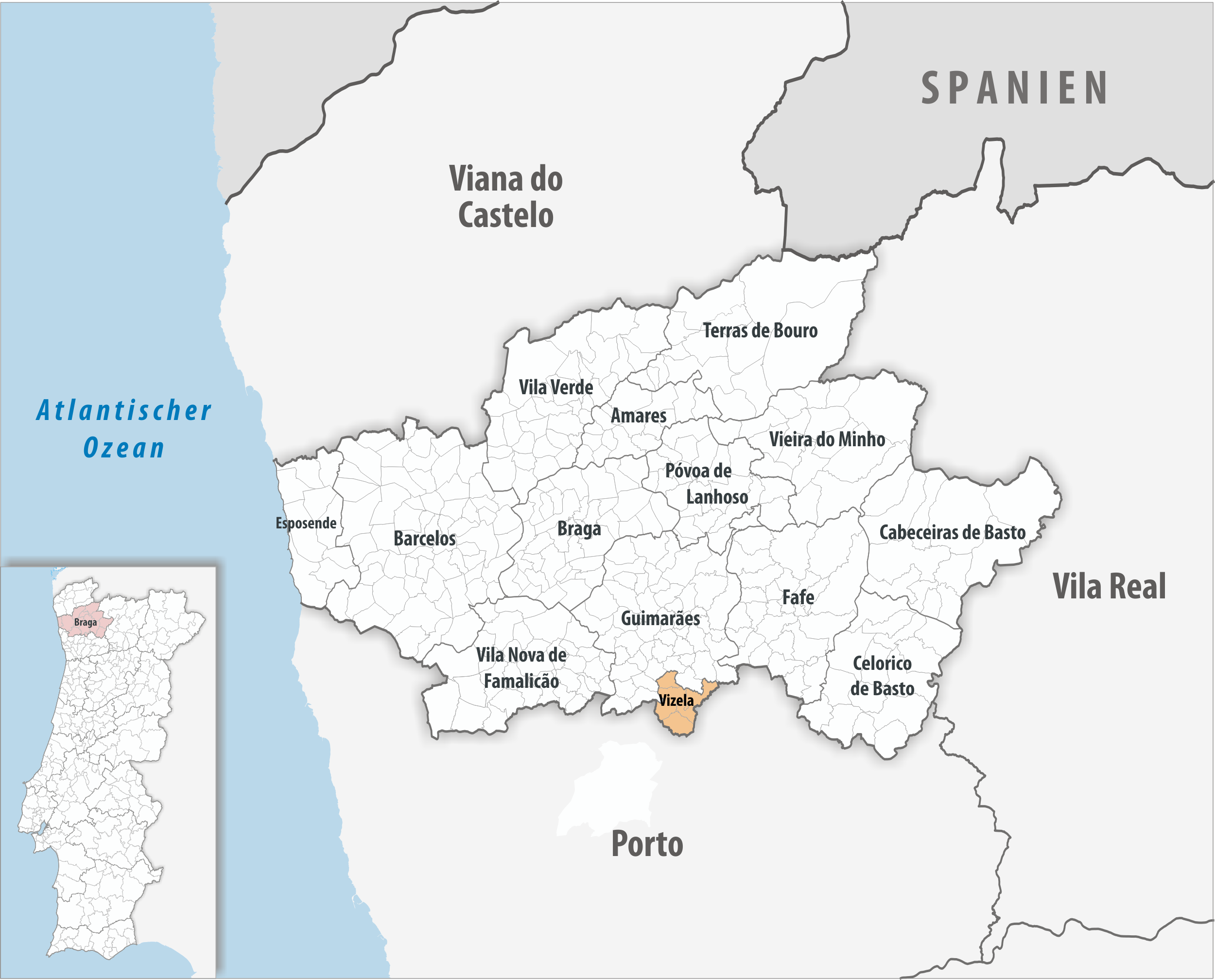
Kreis Vizela

| Gemeinde               | Einwohner (2021) | Fläche km² | Dichte Einw./km² | LAU- Code |
| ---------------------- | ---------------- | ---------- | ---------------- | --------- |
| Caldas de Vizela       | 11.072           | 7,68       | 1.441            | 031408    |
| Infias                 | 1.811            | 3,11       | 582              | 031404    |
| Santa Eulália          | 5.389            | 5,64       | 955              | 031401    |
| Santo Adrião de Vizela | 2.264            | 3,01       | 752              | 031406    |
| Tagilde e Vizela       | 3.360            | 5,25       | 640              | 031409    |
| Kreis Vizela           | 23.896           | 24,69      | 968              | 0314      |

### Bevölkerungsentwicklung
| Einwohnerzahl im Kreis Vizela (2001–2011) | Einwohnerzahl im Kreis Vizela (2001–2011) | Einwohnerzahl im Kreis Vizela (2001–2011) |
| ----------------------------------------- | ----------------------------------------- | ----------------------------------------- |
| 2001                                      | 2004                                      | 2011                                      |
| 22.595                                    | 23.528                                    | 23.708                                    |

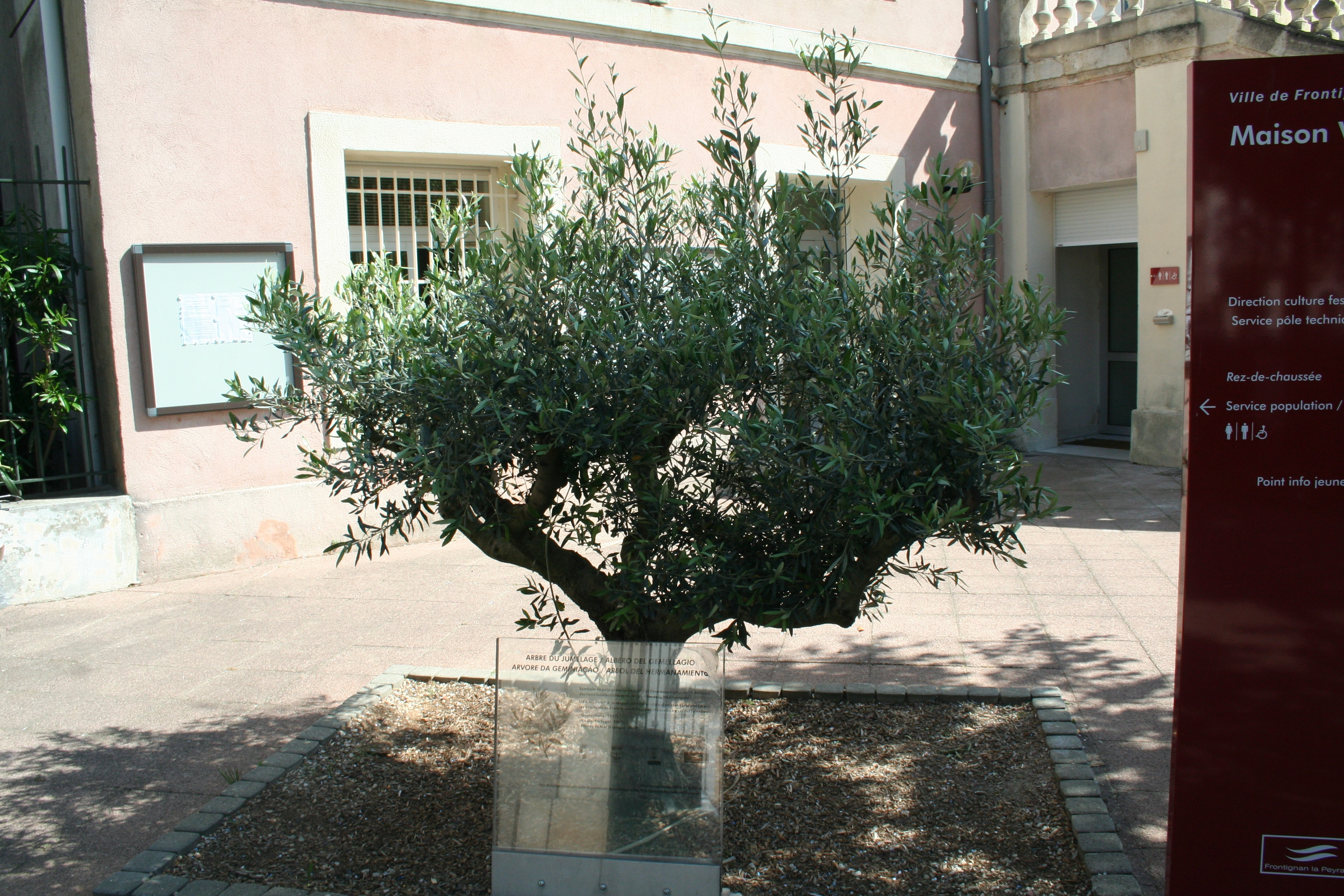
Olivenbaum aus Vizela in Frontignan, als Zeichen der Partnerschaft

Der Kreis Vizela wurde erst am 19. März 1998 geschaffen.

### Kommunaler Feiertag
- 19. März

### Städtepartnerschaften
- Frontignan, Frankreich (seit 2007)[5]
- Caldas de Reis, Galicien, Spanien (seit 2013)[6]

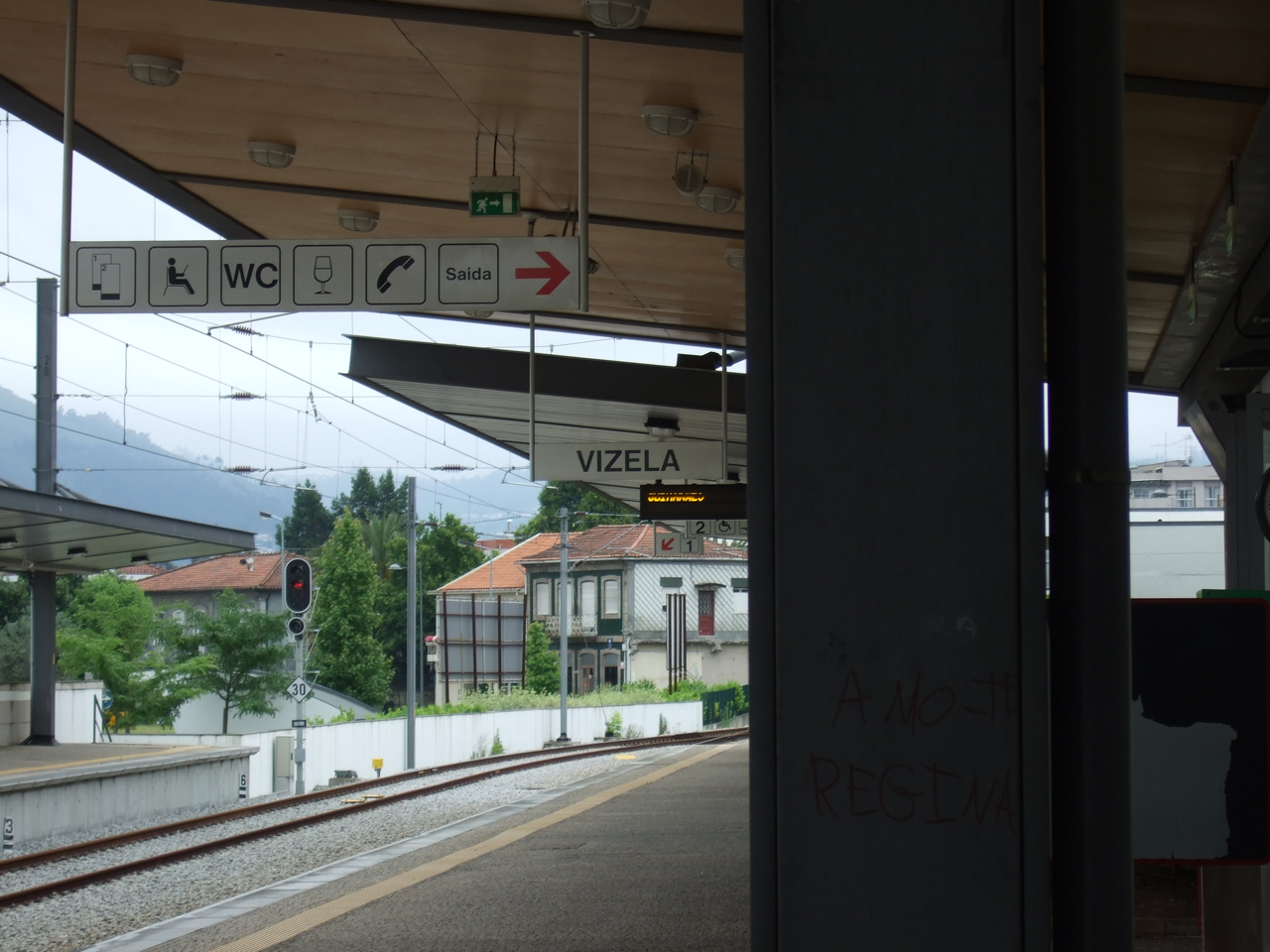
Im Bahnhof von Vizela

## Verkehr
Die Stadt ist Haltestation der Eisenbahnstrecke Linha de Guimarães mit den Endstationen im Stadtteil Boavista in Porto und Fafe.
Vizela ist durch die Autobahn A11 an das Autobahnnetz des Landes angeschlossen.

## Sport
Der Ort beheimatet den 1939 gegründeten Fußballverein FC Vizela. Er trägt seine Heimspiele im 6000 Zuschauer fassenden Estádio do FC Vizela aus. Der FC Vizela wurde in der Saison 2020/21 Zweiter in der 2. portugiesischen Liga, der Segunda Liga und stieg in die Primeira Liga auf.

## Söhne und Töchter der Stadt
- Gonçalo de Amarante (1187–1262), seliggesprochener Geistlicher, wirkte besonders in Amarante
- Manuel Duarte Moreira de Sá e Melo (1892–1975), Ingenieur, Städtebauleiter der Bauministeriums im Estado Novo-Regimes
- Carla Salomé Rocha (* 1990), Langstreckenläuferin